# طاهر الزهراني
طاهر أحمد الزهراني، روائي وقاص سعودي، ولد في مدينة جدة 1978، له عدة إصدارات منشورة، وشارك مُحكّما في مسابقة اقرأ في عامي 2014 و 2015.

## مؤلفاته
- جانجي (رواية)، 2007م، رياض الريس للكتب والنشر، ترجمت للغة الإنجليزية 2009م ، الدار العربية للعلوم.[3][3][4][4]
- نحو الجنوب (رواية)، 2010م، طوى للنشر والإعلام، تم تصويرها فيلم سينمائي، أنتج 2017م.[5]
- الصندقة (مجموعة قصصية)، 2010م،  نادي الباحة الأدبي.[6]
- أطفال السبيل (رواية)، 2013م، رياض الريس للكتب والنشر.[7]
- الميكانيكي (رواية) 2014م، الدار العربية للعلوم ناشرون.
- فقد (مجموعة قصصية)، 2015م، نادي مكة الأدبي بالتعاون مع دار الانتشار العربي.[6]
- الفيومي (رواية) 2017م، منشورات ضفاف.[7]
- إيفه (رواية).
- الصراع الدامي.[6]
- عالم منصور، رواية، دار ميلاد للنشر والتوزيع.
- حزّه، قصص قصيرة.[7]
- آخر حقول التبغ (رواية) 2020.[8]
- الحارة التي كانت (مجموعة قصصية) 2023.

## وصلات خارجية
الموقع الشخصي